# Marsdenia variabilis
Marsdenia variabilis är en oleanderväxtart som beskrevs av P.I. Forster. Marsdenia variabilis ingår i släktet Marsdenia och familjen oleanderväxter. Inga underarter finns listade i Catalogue of Life.